# Kršćanstvo u Siriji
Kršćanstvo u Siriji pojavilo se vrlo rano kako su Sirijci među prvim narodima prihvatili kršćanstvo koje je u Siriji vrlo raznoliko. Kršćani čine 10% pučanstva Sirije, iako službena statistika trenutno navodi da čine 8% pučanstva.
U Siriji ima 15 velikih kršćanskih katedrala i 218 crkava, od kojih je većina povijesna i spada u najznamenitije kršćanske crkve na Bliskom Istoku. Pored crkava postoje i brojni samostani, od kojih 25 spada u najznamenitije.
Službe se uglavnom obavljaju na arapskom, te armenskom i aramejskom jeziku, kojim je govorio i Isus Krist.
| crkva                                      | denominacija | brojnost  | postotak |
| ------------------------------------------ | ------------ | --------- | -------- |
| Pravoslavna                                | /            | 545 250   | 35.71%   |
| Armenska apostolska                        | /            | 342 123   | 22.40%   |
| Katolička                                  |              |           |          |
| rimokatolici                               | 180 372      | 11.81%    |          |
| armenski katolici                          | 61 911       | 4.05%     |          |
| latini                                     | 21 237       | 1.39%     |          |
| kaldonski katolici                         | 17 169       | 1.12%     |          |
| Sirska pravoslavna                         | /            | 166 029   | 10.87%   |
| Protestantska                              | /            | 37 605    | 2.46%    |
| Crkva Istoka                               |              |           |          |
| aramejci                                   | 57 873       | 3.79%     |          |
| Asirska crkva istoka i Drevna crkva istoka | 35 280       | 2.31%     |          |
| Sirska katolička                           | /            | 62 148    | 4.07%    |
| ukupno                                     | ukupno       | 1 526 997 | 100%     |
| izvor:                                     |              |           |          |